# Reza Ghoochannejhad
Reza Ghoochannejhad (persisch رضا قوچان‌نژاد, DMG Reżā Qūčān-Nežād; * 20. September 1987 in Maschhad) ist ein iranisch-niederländischer Fußballspieler. Seine bevorzugte Position ist der Sturm.
Der in den Niederlanden aufgewachsene Ghoochannejhad begann seine Karriere beim SC Heerenveen, wo er ab 2005 zum Profikader gehörte. Für die Saison 2006/07 wurde er an Go Ahead Eagles Deventer ausgeliehen, mit dem er in der Eerste Divisie spielte. Nach seiner Rückkehr konnte er sich beim SC Heerenveen nicht durchsetzen und wurde für die Rückrunde der Saison 2008/09 an den FC Emmen verliehen. Im Sommer 2009 verließ er Heerenveen endgültig und schloss sich erneut Go Ahead Eagles Deventer an. Nach sechs Toren in zehn Spielen wechselte er innerhalb der Eerste Divisie zum SC Cambuur-Leeuwarden. Auch dort spielte er erfolgreich und wechselte im Sommer 2011 zur VV St. Truiden, mit der er in der Ersten Division spielte. Im Januar 2013 wechselte er dann zu Standard Lüttich. Nach einem Jahr unterschrieb er bei Charlton Athletic. Den wichtigsten Treffer seiner Karriere erzielte er in einem Länderspiel gegen Südkorea im Juni 2013. Iran gewann 0:1 und qualifizierte sich somit für die Weltmeisterschaft in Brasilien. Dort gehörte Ghoochannejhad zum Kader und wurde in allen drei Spielen eingesetzt. Er schoss gegen Bosnien-Herzegowina das einzige Tor für Iran bei dieser WM. Auch bei der Fußball-Weltmeisterschaft 2018 stand er im Kader Irans, wurde jedoch nicht eingesetzt. Der Iran schied als Gruppendritter noch in der Gruppenphase aus.